# Plecoptera nephelephora
Plecoptera nephelephora là một loài bướm đêm trong họ Erebidae.